# Wehrgangkirche Großrückerswalde

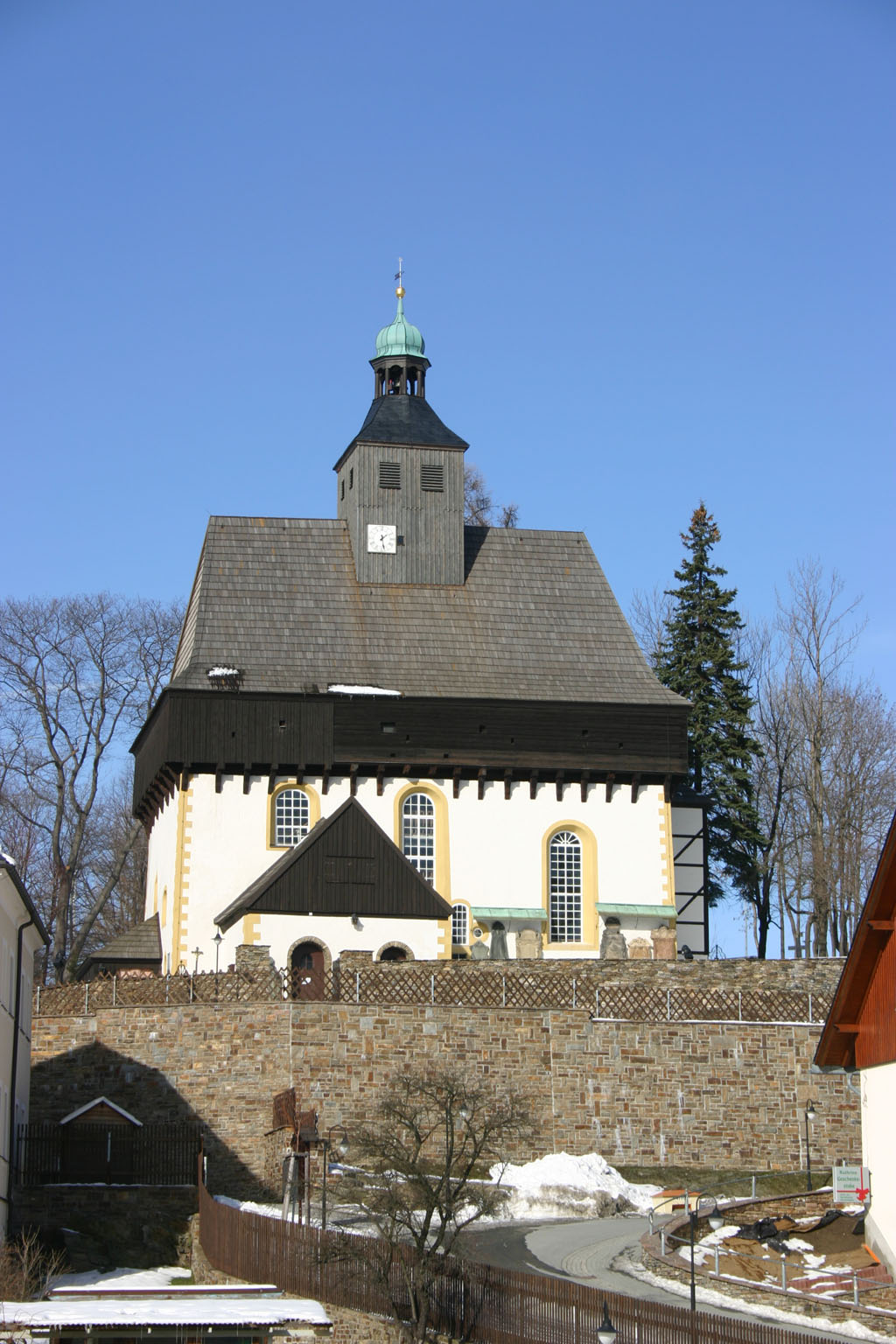
Wehrkirche Großrückerswalde

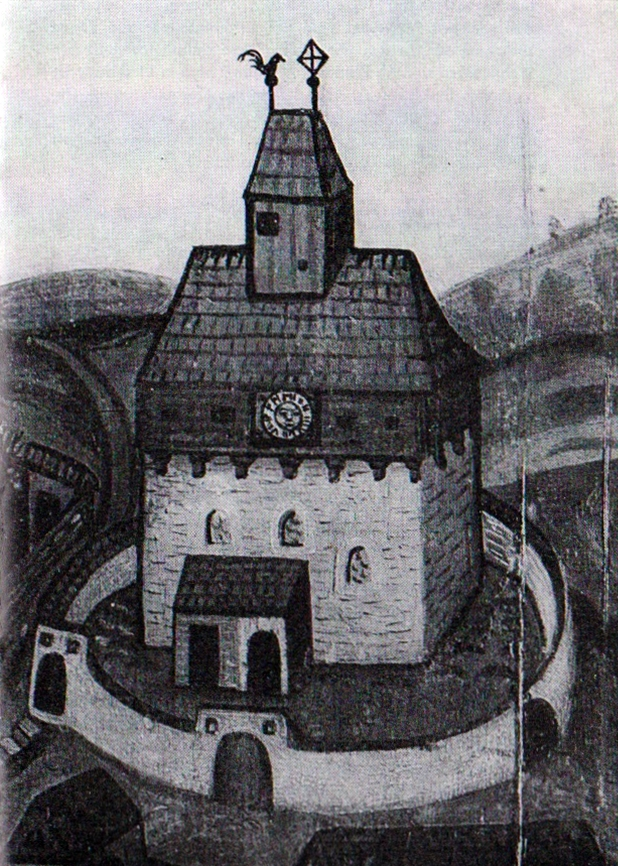
Darstellung der Kirche im Zustand von 1583

Die Evangelisch-Lutherische Wehrgangkirche ist ein denkmalgeschütztes evangelisch-lutherisches Kirchengebäude in Großrückerswalde, einer Gemeinde im Erzgebirgskreis (Freistaat Sachsen). Das Gebäude gehört zu den vier noch im Erzgebirge erhaltenen Wehrkirchen, die anderen stehen in Dörnthal, Lauterbach und Mittelsaida. Die Gemeinde gehört zum Kirchenbezirk Marienberg.

## Geschichte und Architektur
Das Gebäude steht in einer Höhe von etwa 610 Metern an einem alten Verkehrsweg. Es wurde über einem rechteckigen Grundriss und einem Bruchsteinsockel mit Baumaterial aus der Region gemauert. Der Bau ist 18,50 Meter lang und 11,50 Meter breit, das Gelände fällt leicht nach Westen ab und die Mauerkrone hat eine Höhe von etwa 9 Metern. Die Mauern sind zwischen 0,59 und 1,75 Meter stark und sowohl außen, als auch innen verputzt. Der Außenbau ist nicht architektonisch gegliedert; die hohen Sprossenfenster wurden in der Zeit von 1650 bis 1726 eingebrochen oder verlängert. Ein originaler Sehschlitz mit Gitter und Bleiglasscheiben ist an der Westseite in einer Höhe von etwa 4,50 Meter erhalten. Für die bis zu 70 cm überkragenden Deckenbalken bilden zwei auf der Mauerkrone liegende Kanthölzer die Auflage und verteilen so den Druck auf das Mauerwerk. Zwei kurze Stichbalken sind mit den quer liegenden Deckenbalken verbunden, darüber wurde aus sieben Fichtenstämmen der Wehrgang errichtet. Die Stämme wurden mit einem Breitbeil behauen und handwerklich gut eingefügt, sie sind etwa 18,50 Meter lang und bis zu 47 cm stark. In die Wände des Wehrganges wurden Schlitze und rechtwinklige Luken eingeschnitten, die von innen etwa 40 cm und von außen nur noch etwa 12 cm breit sind. Der Wehrgang wurde wohl in der Mitte des 15. Jahrhunderts gebaut, allerdings sind keine genauen Daten über den Bau und auch nicht über die Nutzung überliefert. Das Skelett des Dachreiters wird durch neun mächtige Balken gebildet, etwa in der Höhe des Firstes befinden sich die Uhrenstube und das verbretterte Glockengeschoss, dessen Wände durch Schalllöcher gegliedert sind. Die viereckige, geschweifte Haube ist mit einer auf acht Säulen stehenden Laterne bekrönt, sie schließt in einer Höhe von etwa 28 Metern mit einer Wetterfahne ab.
Der Innenraum wird durch drei Emporen bestimmt, von denen eine bereits 1594 bestand. Die Empore in der Mitte wurde von 1689 bis 1690 eingebaut, sie hing an auf dem Wehrboden befestigten Überzügen. Die dritte Empore wurde 1753 angefertigt.

## Ausstattung

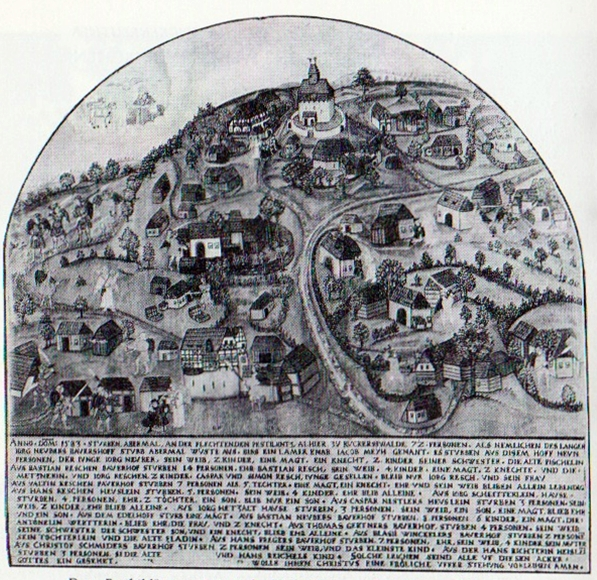
Das Pestbild von 1583

- Das Pestbild aus dem Jahr 1583 hängt unter der Orgelempore an der Westwand und zeigt das Dorf während einer Pestepidemie. Engel in heller Farbe und hellen Flügeln bewahren Häuser; die bewaffneten Engel in dunkler Farbe bringen die Pest. Über den Wolken ist die Dreifaltigkeit in mittelalterlicher Denkform dargestellt.[4] In diesem Jahr starben 72 Dorfbewohner an der Pest.[5] auf diesem Bild ist die Kirche noch von einer 2,25 Meter hohen massiven Friedhofsmauer umfasst, die in die Verteidigungsanlage einbezogen war. Der Dachreiter war noch nicht mit einer Laterne bekrönt; der Anbau an der Westseite und der Treppenturm zur Patronatsloge ist nicht dargestellt und beide existierten wohl noch nicht.[6]
- Die Kanzel von 1690 war bis 1829 an der Südwand befestigt, sie ist eine Arbeit des Christoph Bandt, der auch von 1686 bis 1687 die Kassettendecke einbaute. Die Kanzel ist mit Flachschnitzereien verziert. Der Kanzelkorb wurde 1829 mit dem Altar zu einem Kanzelaltar vereint.
- Der alte Altar wurde im Dreißigjährigen Krieg zerstört, der neue barocke Altar wurde 1649 aufgestellt. Das Altarbild ist eine Arbeit des Herrn Maler Georg Öhmingen. In der Predella wird das letzte Abendmahl gezeigt. Die Medaillons in den Voluten zeigen die Verkündigung Mariens. Der Aufsatz ist mit einer Darstellung des Garten Gethsemane ausgestattet.
- Das an den Emporen angebrachte Bildmaterial wurde zu Anfang des 19. Jahrhunderts – wegen rationalistischer Positionen – übermalt und damit zerstört. Heute werden die Emporen durch Bilder geschmückt, die 1929 aus Jöhstadt übernommen wurden und aus der ehemaligen St.-Josef-Kapelle stammen. In der unteren Reihe wird biblisches Geschehen aus dem Neuen und in der oberen Reihe solches aus dem Alten Testament dargestellt. Die Bilder sind in der Art der Biblia pauperum gemalt. Auf fünf Bildern der zweiten Empore werden typische Gewerbe des Erzgebirges, wie Schmiede, Bäcker, Händler, Bergleute und Köhler gezeigt.[7]
- Die Orgel wurde 1829 von dem Orgelbaumeister Christian Gottlob Steinmüller aus Grünhain aufgestellt, das Instrument besitzt 1201 Pfeifen.
- Das Geläut umfasst drei Glocken; eine weitere kleine Glocke dient als Uhrglocke für die über 300 Jahre alte Uhr.[8]